# Durch den Korb springen

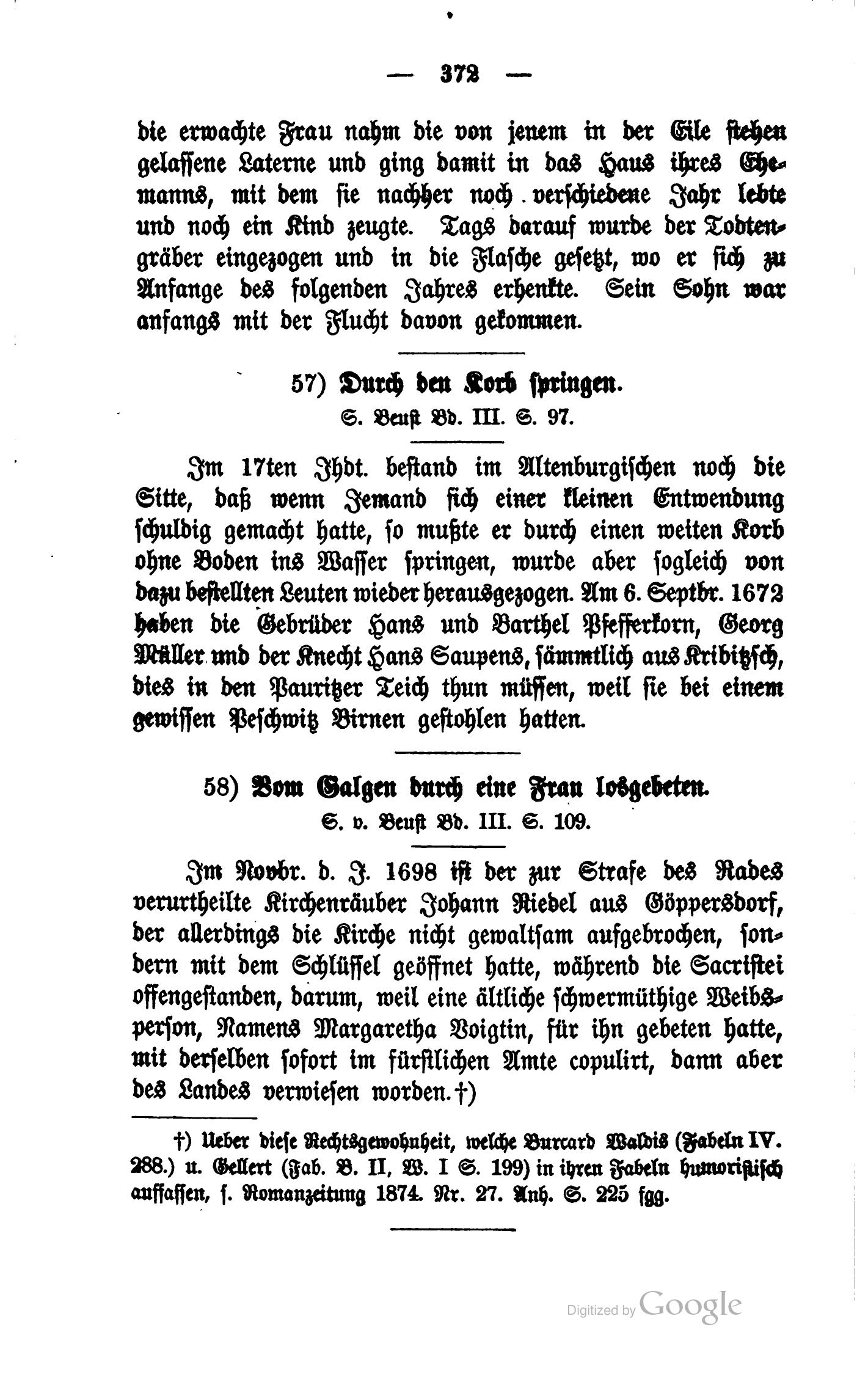
Durch den Korb springen im Sagenschatz des Königreichs Sachsen, 1874

Durch den Korb springen war eine Ehrenstrafe im 17. Jahrhundert im Herzogtum Sachsen-Altenburg. Die Bezeichnung leitet sich ab aus der Redewendung jemandem einen Korb geben.

## Details
Wer eines kleineren Vergehens, insbesondere eines geringfügigen Diebstahls, schuldig gesprochen wurde, musste durch einen weiten Korb ohne Boden ins Wasser springen. Unmittelbar danach wurde er wieder herausgezogen. Die Strafe diente in erster Linie der Beschämung des Delinquenten.

## Sonstiges
Die Bestrafungsmethode wurde in der Folge 73 (Pat im Korbe) des Comics Pats Reiseabenteuer thematisiert, hier allerdings ins 19. Jahrhundert verlegt.